# Senzangakhona
Senzangakhona kaJama (ca. 1762 - 1816) was van ca. 1781 tot 1816 koning van de Zoeloes en de vader van drie opeenvolgende koningen: Shaka, Dingane en Mpande.

## Biografie
Senzangakhona was de zoon van koning Jama en regeerde over de toentertijd onbeduidende Zoeloestam. Uit een buitenechtelijke relatie met Nandi verwerkte hij zijn zoon Shaka. Zij werden uit zijn hof verstoten, maar toen bleek de jonge Shaka als krijgsheer uitblonk bij de Mthethwa werd hij alsnog als kroonprins benoemd. 
Senzangakhona's achtste vrouw wist hem te overtuigen haar zoon Sigujana alsnog als opvolger te benoemen. Senzangakhona overleed in 1816 en werd opgevolgd door Sigujana, maar die overleefde de machtsstrijd met Shaka niet.
Mnguni · Nkosinkulu · Mdlani · Luzumana · Malandela · Ntombela · Zulu · Gumede · Phunga · Mageba · Ndaba · Jama · Senzangakhona · Shaka · Dingane · Mpande · Cetshwayo · Dinuzulu · Solomon · Cyprian · Goodwill · Misuzulu